# Кирилов Микола Харлампійович
Микола Харлампійович (Харлампович) Кирилов (нар. 1932, тепер Російська Федерація — ?) — український радянський діяч, шахтар, бригадир прохідників гірничих виробок шахти № 2 «Великомостівська» тресту «Укрособвуглемонтаж» комбінату «Укрзахідвугілля» Львівської області. Герой Соціалістичної Праці (29.06.1966).

## Біографія
Трудову діяльність розпочав на шахтах Підмосковного вугільного басейну, РРФСР.
До 1957 року служив у Радянській армії.
З 1957 року — прохідник, бригадир прохідників гірничих виробок шахти № 2 «Великомостівська» тресту «Укрособвуглемонтаж» комбінату «Укрзахідвугілля» Львівської області.
За 10 років роботи прохідницької бригади Миколи Кирилова план збільшувався втричі, але бригада не тільки успішно виконувала, а й значно перевиконувала його. Семирічне завдання (1959—1965 роки) із проходження підготовчих гірничих виробок бригада Миколи Кирилова зуміла скоротити до 3,5 років — прохідники пройшли і закріпили 4216 погонних метрів гірничих виробок.
Потім — на пенсії.

## Нагороди
- Герой Соціалістичної Праці (29.06.1966)
- орден Леніна (29.06.1966)
- ордени
- медалі